# Pseudocalamobius luteonotatus
Pseudocalamobius luteonotatus är en skalbaggsart som beskrevs av Maurice Pic 1908. Pseudocalamobius luteonotatus ingår i släktet Pseudocalamobius och familjen långhorningar. Inga underarter finns listade i Catalogue of Life.